# 长桥街道 (苏州市)
长桥街道是中华人民共和国江苏省苏州市吴中区下辖的一个街道办事处。
2013年5月，苏州市人民政府批复同意吴中区撤销长桥、苏苑、龙西3个街道办事处，合并设立新的长桥街道办事处。

## 行政区划
长桥街道下辖以下村级行政区划单位：
蠡墅社区、先锋社区、新家社区、龙桥社区、龙西社区、新南社区、新北社区、苏蠡天怡社区、石湖天韵社区、天华社区、长蠡社区、月浜社区、宝带社区、嘉宝花园社区、东吴花园社区、澹台湖社区、苑北社区、苑东社区、苑南社区、南区社区、西塘社区、南巷社区、水香苑社区、新景苑社区、新苑社区、吴中苑社区、龙苑社区、盘蠡苑社区、城西苑社区、美之雅社区和龙华苑社区。